# Mário Lúcio
Mário Lúcio da Silva Junior, meglio noto come Mário Lúcio (Dourados, 11 dicembre 1989), è un calciatore brasiliano, centrocampista dell'Águia Negra.

## Carriera
Ha giocato nella seconda divisione brasiliana e nella prima divisione dei campionati brasiliano e croato.

## Statistiche

### Presenze e reti nei club
Statistiche aggiornate al 17 ottobre 2021.
| Stagione                 | Squadra                  | Campionato               | Campionato | Campionato | Coppe nazionali | Coppe nazionali | Coppe nazionali | Coppe continentali | Coppe continentali | Coppe continentali | Altre coppe | Altre coppe | Altre coppe | Totale | Totale |
| Stagione                 | Squadra                  | Comp                     | Pres       | Reti       | Comp            | Pres            | Reti            | Comp               | Pres               | Reti               | Comp        | Pres        | Reti        | Pres   | Reti   |
| ------------------------ | ------------------------ | ------------------------ | ---------- | ---------- | --------------- | --------------- | --------------- | ------------------ | ------------------ | ------------------ | ----------- | ----------- | ----------- | ------ | ------ |
| 2009                     | Guarani                  | B                        | 4          | 0          |                 | -               | -               |                    | -                  | -                  |             | -           | -           | 4      | 0      |
| 2010                     | Guarani                  | A1/SP+A                  | 8+27       | 0+1        | CB              | 2               | 0               |                    | -                  | -                  |             | -           | -           | 37     | 1      |
| Totale Guarani           | Totale Guarani           | Totale Guarani           | 39         | 1          |                 | 2               | 0               |                    | -                  | -                  |             | -           | -           | 41     | 1      |
| 2011                     | Santa Cruz               | A1/PE                    | 18         | 1          | CB              | 1               | 0               |                    | -                  | -                  |             | -           | -           | 19     | 1      |
| 2012                     | Mogi Mirim               | D                        | 2          | 0          |                 | -               | -               |                    | -                  | -                  |             | -           | -           | 2      | 0      |
| 2013                     | Sobradinho               | PD/DF                    | ?          | ?          | CB              | 2               | 0               |                    | -                  | -                  |             | -           | -           | 2      | 0      |
| 2013                     | Tianjin Songjiang        | CL1                      | ?          | ?          |                 | -               | -               |                    | -                  | -                  |             | -           | -           | ?      | ?      |
| 2014                     | Tianjin Songjiang        | CL1                      | 11         | 1          | CC              | 1               | 0               |                    | -                  | -                  |             | -           | -           | 12     | 1      |
| 2015                     | Tianjin Songjiang        | CL1                      | 27         | 9          |                 | -               | -               |                    | -                  | -                  |             | -           | -           | 27     | 9      |
| Totale Tianjin Songjiang | Totale Tianjin Songjiang | Totale Tianjin Songjiang | 38+        | 10+        |                 | 1               | 0               |                    | -                  | -                  |             | -           | -           | 39+    | 10+    |
| 2016                     | Sete de Dourados         | D                        | 7          | 0          |                 | -               | -               |                    | -                  | -                  |             | -           | -           | 7      | 0      |
| 2016-2017                | Istria 1961              | 1.HNL                    | 24         | 1          | CC              | 2               | 0               |                    | -                  | -                  |             | -           | -           | 26     | 1      |
| 2018                     | Fluminense de Feira      | PD/BA                    | 6          | 1          |                 | -               | -               |                    | -                  | -                  |             | -           | -           | 6      | 1      |
| 2020                     | Águia Negra              | D                        | 11         | 0          | CB              | 1               | 0               |                    | -                  | -                  |             | -           | -           | 12     | 0      |
| 2021                     | Águia Negra              | D                        | 0          | 0          | CB              | 1               | 0               |                    | -                  | -                  |             | -           | -           | 1      | 0      |
| Totale Águia Negra       | Totale Águia Negra       | Totale Águia Negra       | 11         | 0          |                 | 2               | 0               |                    | -                  | -                  |             | -           | -           | 13     | 0      |
| Totale carriera          | Totale carriera          | Totale carriera          | 143+       | 14+        |                 | 10              | 0               |                    | -                  | -                  |             | -           | -           | 153+   | 14+    |